# Giovanni Bubacco
Giovanni Bubacco (Venezia, 27 agosto 1938) è un allenatore di calcio ed ex calciatore italiano, di ruolo portiere.

## Carriera

### Giocatore
Dopo aver militato per più di un decennio con la maglia del Venezia, squadra con la quale ha giocato tra Serie A (40 presenze), Serie B (132 presenze) e Serie C (31 presenze), nel 1969 si trasferisce a Chioggia per giocare con il Sottomarina, in terza serie, e quindi al Belluno dove chiude la carriera con cinque campionati di Serie C e uno di Serie D.

### Allenatore
Proprio a Belluno inizia la carriera di allenatore, nel campionato di Serie D 1977-1978, subentrando a metà stagione ad Antonio Pin. Conseguito il patentino al Supercorso di Coverciano, ha poi allenato, fra i dilettanti, ancora il Belluno e in seguito formazionin quali Feltrese, Alpago, Ponte nelle Alpi, Sedico, Cornuda e Longarone.

## Statistiche
Globalmente, nei quattro club dove ha militato nei suoi 22 anni di carriera (20 da professionista), ha collezionato 435 presenze in campionato, 31 presenze in Coppa Italia e 10 presenze nelle coppe europee.

### Presenze e reti nei club
| Stagione        | Squadra         | Campionato      | Campionato | Coppe Nazionali | Coppe Nazionali | Coppe Continentali | Coppe Continentali | Totale |
| Stagione        | Squadra         | Competizione    | Presenze   | Competizione    | Presenze        | Competizione       | Presenze           | Pres   |
| --------------- | --------------- | --------------- | ---------- | --------------- | --------------- | ------------------ | ------------------ | ------ |
| 1955-1956       | IS Burano       | Promozione      | 1          | -               | -               | -                  | -                  | 1      |
| 1956-1957       | IS Burano       | Promozione      | 38         | -               | -               | -                  | -                  | 38     |
| 1957-1958       | Venezia         | Serie B         | 0          | Coppa Italia    | 5               | -                  | -                  | 5      |
| 1958-1959       | Venezia         | Serie B         | 8          | Coppa Italia    | 2               | -                  | -                  | 10     |
| 1959-1960       | Venezia         | Serie B         | 35         | Coppa Italia    | 2               | -                  | -                  | 37     |
| 1960-1961       | Venezia         | Serie B         | 12         | Coppa Italia    | 1               | CdA                | 2                  | 15     |
| 1961-1962       | Venezia         | Serie A         | 1          | Coppa Italia    | 1               | Coppa Rappan       | 4                  | 6      |
| 1962-1963       | Venezia         | Serie A         | 18         | Coppa Italia    | 1               | Coppa Rappan       | 6                  | 25     |
| 1963-1964       | Venezia         | Serie B         | 14         | Coppa Italia    | 1               | -                  | -                  | 15     |
| 1964-1965       | Venezia         | Serie B         | 15         | Coppa Italia    | 2               | -                  | -                  | 17     |
| 1965-1966       | Venezia         | Serie B         | 17         | Coppa Italia    | 2               | -                  | -                  | 19     |
| 1966-1967       | Venezia         | Serie A         | 21         | -               | -               | -                  | -                  | 21     |
| 1967-1968       | Venezia         | Serie B         | 31         | Coppa Italia    | 2               | -                  | -                  | 33     |
| 1968-1969       | Venezia         | Serie C         | 31         | -               | -               | -                  | -                  | 31     |
| 1969-1970       | Sottomarina     | Serie C         | 38         | -               | -               | -                  | -                  | 38     |
| 1970-1971       | Sottomarina     | Serie C         | 35         | -               | -               | -                  | -                  | 35     |
| 1971-1972       | Belluno         | Serie C         | 38         | -               | -               | -                  | -                  | 38     |
| 1972-1973       | Belluno         | Serie C         | 28         | Coppa Italia    | 6               | -                  | -                  | 34     |
| 1973-1974       | Belluno         | Serie C         | 33         | Coppa Italia    | 4               | -                  | -                  | 37     |
| 1974-1975       | Belluno         | Serie C         | 1          | -               | -               | -                  | -                  | 1      |
| 1975-1976       | Belluno         | Serie C         | 3          | Coppa Italia    | 2               | -                  | -                  | 5      |
| 1976-1977       | Belluno         | Serie D         | 17         | -               | -               | -                  | -                  | 17     |
| Totale Carriera | Totale Carriera | Totale Carriera | 435        |                 | 31              |                    | 10                 | 478    |

## Palmarès

### Giocatore
- Campionato italiano di Serie B: 1

Venezia: 1960-1961